# سوم (عملة)

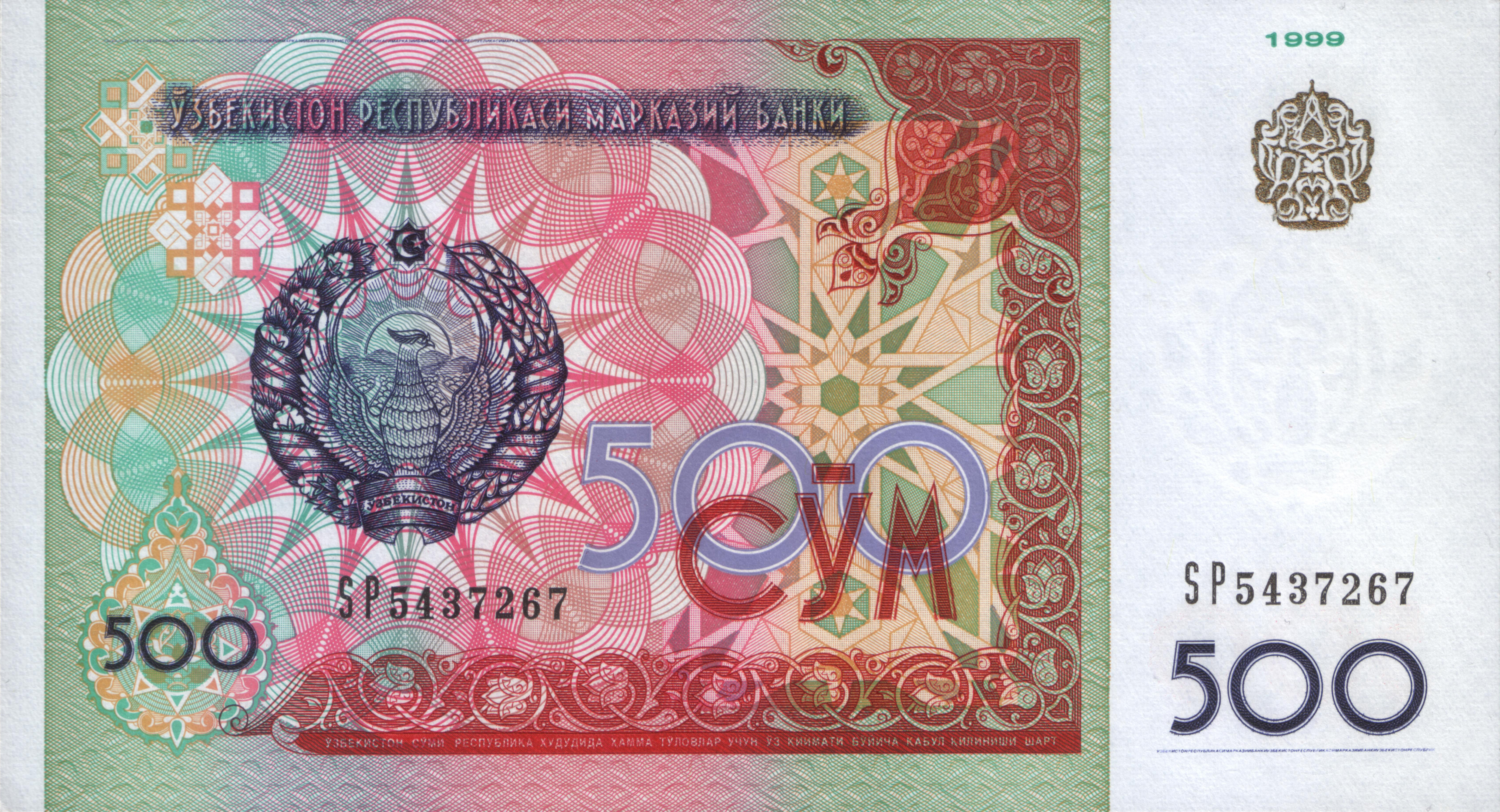
500 CYM

عملة سوم، (بالإنجليزية: Som currency)‏، هي وحدة العملة المستخدمة في البلدان الناطقة بالتركية، في آسيا الوسطى.
اسمها يأتي من الكلمات في اللغات المختلفة (بما في ذلك كازاخستان، قيرغيزستان، الأويغور، والأوزبك ل «نقية» في إشارة إلى القطع النقدية التاريخية من الذهب الخالص. وهي تشير إلى:
- سوم أوزبكستاني.
- سوم قيرغيزستاني.

المتحدثون من كازاخستان، قيرغيزستان، والأوزبك، في الإتحاد السوفياتي وصفو الروبل بهذه الأسماء، وكانت للكلمة استيعابها قبل خروجها على ظهور الأوراق النقدية.
سوم قيرغيستان، وسوم أوزبكستان، بعد انهيار الأتحاد السوفيتي.